# ナイアガラ音頭 EP
『ナイアガラ音頭 EP』（ナイアガラおんどイーピー）は、2024年7月7日に発売された、大瀧詠一プロデュースによる、布谷文夫 with ナイアガラ社中の8cmCDシングル。

## 解説
今作は、1976年6月1日にシングルレコードとして発表された、大瀧詠一プロデュースによる“布谷文夫 with ナイアガラ社中”名義の「ナイアガラ音頭」が、第2回『短冊CDの日』企画に合わせて発表された編集盤。
本作には、「ナイアガラ音頭 (Single Version)」 とカップリング曲「あなたが唄うナイアガラ音頭」に加え、1978年に発表された“アミーゴ布谷”名義でアルバム『LET'S ONDO AGAIN』に収録された「Let's Ondo Again」の“'81 Mix”と未発表のカラオケ音源も収録。更に、未発表音源「夏バテ (熱中症 Version)」も収録。

## プロモーション
2024年7月13日（土）、14日（日）、15日（月・祝）に、国立代々木競技場第一体育館で開催されるJ-WAVEのイベント「INSPIRE TOKYO 2024」のマーケットフィールドで、ナイアガラ・レーベル公認「ナイアガラ盆踊り」が前年（2023年）に続き開催。「ナイアガラ盆踊り」は、「ナイアガラ音頭」や「Let's Ondo Again」「イエロー・サブマリン音頭」など、ポップスへ大胆に“音頭”を導入した大滝詠一のナイアガラ・レーベルと、J-WAVEがタッグを組んで開催する盆踊りのイベント。
2024年は場所を代々木公園・ケヤキ並木に移してバージョンアップして開催。ゲストとして、野宮真貴が3日間登場。「東京は夜の七時〜盆踊りVersion〜」や「スウィート・ソウル・レビュー〜盆踊りVersion〜」などを披露。さらに15日のみ、ナイアガラ魂を継承するクレイジーケンバンドの横山剣が登場。横山の歌で盆踊りが楽しめるイベントとなる。

## パッケージ、アートワーク
ディスク本体はグリーン・レーベル仕様で、ジャケット表面・裏面には、シングル「ナイアガラ音頭」リリース時にノベルティとして制作されたプロモーションパンフレットやポストカードに印刷された布谷文夫のイラストがリデザインにて掲載されているほか、内側には同じくプロモーションパンフレットに掲載されていた“Ondo Step!!”がリデザインおよびリファインされて掲載されている。
付属のブックレットにはオリジナルに掲載されていた「ナイアガラ音頭」と「Let's Ondo Again」の歌詞がオリジナルのまま掲載されているほか、ノベルティグッズのプロモーション団扇とプロモーション提灯。雑誌『新譜ジャーナル』（自由国民社）1976年9月号掲載の“MONTHLY TOPICS”の「ナイアガラ音頭大振付コンテスト」の模様、大瀧詠一と布谷の写真。プロモ盤を含むシングル「ナイアガラ音頭」のジャケット写真。表紙には高信太郎による布谷のイラストが、それぞれレイアウトされている。なお、夏バテ (熱中症 Version)」の歌詞は割愛されて未掲載。

## 収録曲
1. ナイアガラ音頭 (Single Version) (MONO) / 布谷文夫 with ナイアガラ社中  –  (2:50)[web 1]
(作詞・作曲：大瀧詠一)
2. あなたが唄うナイアガラ音頭 (MONO) / ナイアガラ社中  –  (3:18)[web 1]
(作詞・作曲：大瀧詠一)
3. Let's Ondo Again ('81 Mix) / アミーゴ布谷  –  (5:06)[web 1]
  - (作詞・作曲：Kal Mann・Dave Appell, 訳詞：大瀧詠一)
  - 題名：LET'S TWIST AGAIN, 原著作者名：APPELL DAVID / MANN KAL
  - ©KALMANN MUSIC INC Permission granted by FUJIPACIFIC MUSIC INC.
4. Let's Ondo Again ('81 Mix Karaoke) / アミーゴ布谷  –  (4:49)[web 1]
(作詞・作曲：Kal Mann・Dave Appell)
5. 夏バテ (熱中症 Version) (MONO) / 布谷文夫  –  (3:51)[web 1]
(作詞・作曲：布谷文男)

## クレジット
- Producer：大瀧詠一
- Engineer：笛吹銅次
- Arranger：多羅尾伴内

### スタッフ
| STAFF CREDIT                                                                                                |
| Mastering Engineer : Tetsuya Naitoh (Sony Music Studios Tokyo)                                              |
| |
| Art Direction & Design : Takashi Okada                                                                      |
| |
| A&R : Shinya Inoue (Sony Music Labels Inc.)                                                                 |
| A&R in Chief : Shintaro Ohta (Sony Music Labels Inc.)                                                       |
| A&R Desk : Mamiko Goto (Sony Music Labels Inc.)                                                             |
| Product Coordinator : Kazuya Takeuchi (Sony Music Solutions Inc.)                                           |
| |
| Director : Masaaki Shirota                                                                                  |
| Co-Producer : Osamu Sakaguchi (THE NIAGARA ENTERPRISES INC.)                                                |
| |
| - Special Thanks to : - Nobuyuki Fujiwara, Takahiro Yoshimura (J-WAVE), - Hiroya Watanabe, Naotaka Hirasawa |
| |
| Produced by Eiichi Ohtaki                                                                                   |

## リリース日一覧
| 地域 | タイトル          | リリース日   | レーベル                    | 規格          | カタログ番号 | 備考 |
| ---- | ----------------- | ------------ | --------------------------- | ------------- | ------------ | --- |
| 日本 | ナイアガラ音頭 EP | 2024年7月7日 | NIAGARA ⁄ Sony Music Labels | 8cmCDシングル | SRDL 4755    | グリーン・レーベル仕様、外袋に「ナイアガラ盆踊り 2024」のステッカーが貼られる。未発表音源を含む全5トラック収録、完全生産限定盤。 |